# Antonio Di Donna
Antonio Di Donna (ur. 1 września 1952 w Ercolano) – włoski duchowny katolicki, biskup Acerry od 2013.

## Życiorys

### Prezbiterat
Święcenia kapłańskie otrzymał 14 kwietnia 1976 z rąk kard. Corrado Ursiego. Inkardynowany do archidiecezji neapolskiej, pracował jako duszpasterz parafialny oraz jako m.in. wychowawca seminarium, wykładowca miejscowego instytutu teologicznego i wikariusz biskupi dla jednego z rejonów archidiecezji.

### Episkopat
4 października 2007 papież Benedykt XVI mianował go biskupem pomocniczym archidiecezji Neapolu, ze stolicą tytularną Castellum in Numidia. Sakry biskupiej udzielił mu 11 listopada 2007 arcybiskup Neapolu – kard. Crescenzio Sepe.
18 września 2013 papież Franciszek mianował go biskupem ordynariuszem Acerry. Ingres odbył się 10 listopada 2013.